# Lijst van Stolpersteine in 's-Hertogenbosch

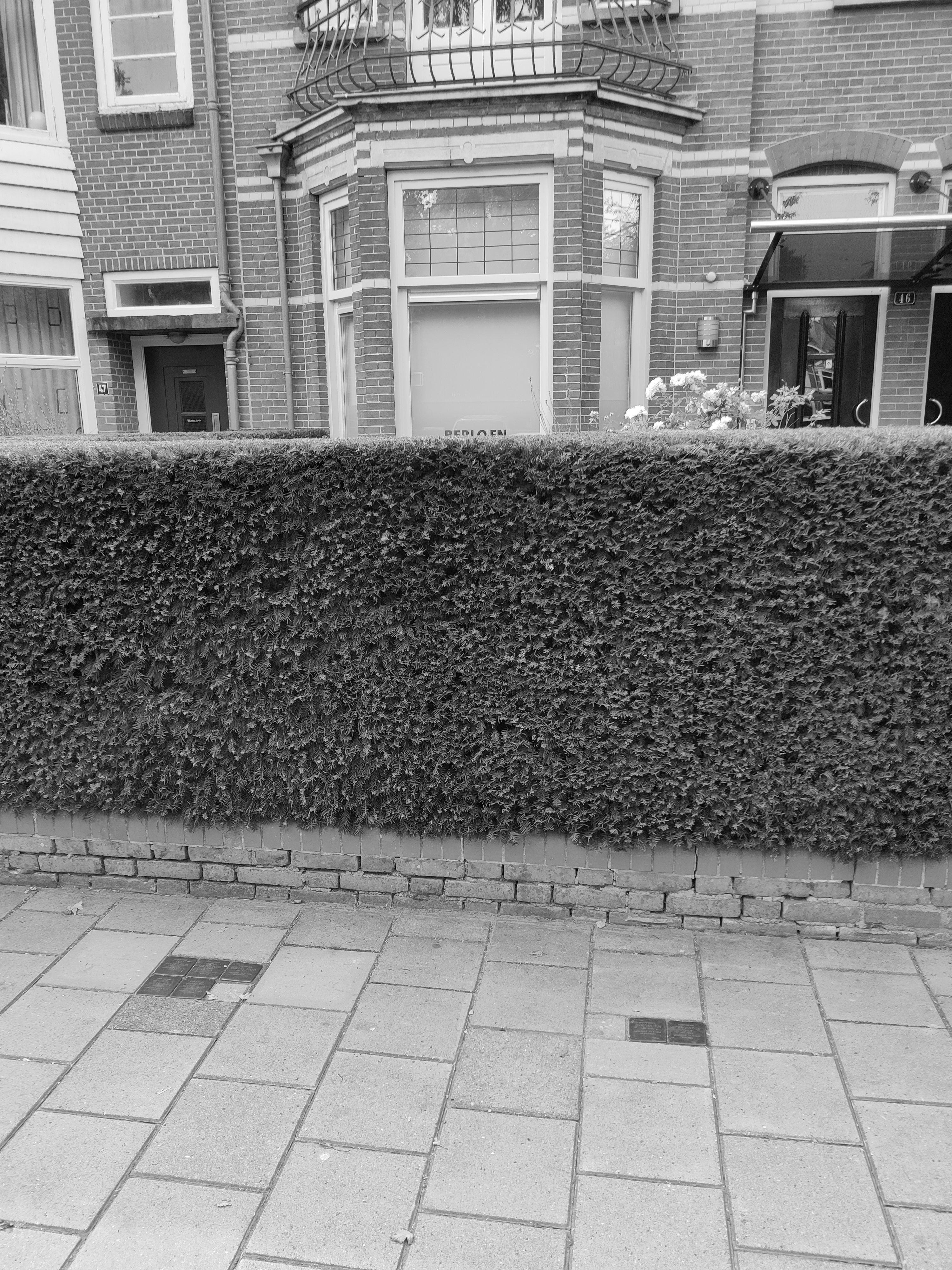
Stolpersteine voor de families
Van der Sluis-Boers en Van Dijk,
Van der Does de Willeboissingel 44, 45

De lijst van Stolpersteine in 's-Hertogenbosch geeft een overzicht van de gedenkstenen die in de gemeente 's-Hertogenbosch in de Nederlandse provincie Noord-Brabant zijn geplaatst in het kader van het Stolpersteine-project van de Duitse beeldhouwer-kunstenaar Gunter Demnig.
Stolpersteine zijn opgedragen aan slachtoffers van het nationaalsocialisme, al diegenen die zijn vervolgd, gedeporteerd, vermoord, gedwongen te emigreren of tot zelfmoord gedreven door het nazi-regime. Demnig legt voor elk slachtoffer een aparte steen, meestal voor de laatste zelfgekozen woning.
Omdat het Stolpersteine-project doorloopt, kan deze lijst onvolledig zijn.

## Stolpersteine
In de gemeente 's-Hertogenbosch liggen 236 Stolpersteine, waaronder een Stolperdrempel: 233 in 's-Hertogenbosch en drie in Rosmalen.

### 's-Hertogenbosch
In 's-Hertogenbosch liggen 233 Stolpersteine op 75 adressen.
De Stolperdrempel is gewijd aan de Joodse leerlingen van de L.W. Beekmanschool in de Van der Does de Willeboissingel 14.
| Afbeelding | Inscriptie | Adres                                          | Herdachte persoon |
| ---------- | --- | ---------------------------------------------- | ----------------- |
|            | TER HERINNERING AAN DE JOODSE KINDEREN DIE IN JULI 1942-TIJDENS DE DUITSE BEZETTING-ZIJN WEGGEVOERD VAN DE NUTSSCHOOL EN VERMOORD IN NAZICONCENTRATIEKAMPEN | Van der Does de Willeboissingel 14 Kaart (OSM) | Joodse Leerlingen |

| Afbeelding | Inscriptie | Adres                                                                | Herdachte persoon                                                                                         |
| ---------- | --- | -------------------------------------------------------------------- | --- |
|            | HIER WOONDE DUIFJE MARIANA BENDIK-DE RAAIJ GEB. 1920 VERMOORD 9.11.1942 AUSCHWITZ                                  | Koningsweg 52 Kaart (OSM)                                            | Duifje Mariana Bendik-de Raaij (1920-1942)                                                                |
|            | HIER WOONDE JOHAN VAN BLIJDENSTIJN GEB. 1898 VERMOORD 30.9.1942 AUSCHWITZ                                          | Kolperstraat 8 Kaart (OSM)                                           | Johan van Blijdenstijn (1898-1942)                                                                        |
|            | HIER WOONDE KAREL VAN BLIJDENSTIJN GEB. 1929 VERMOORD 4.6.1943 SOBIBOR                                             | Kolperstraat 8 Kaart (OSM)                                           | Karel van Blijdenstijn (1929-1943)                                                                        |
|            | HIER WOONDE MICHEL MEIJER VAN BLIJDENSTIJN GEB. 1926 VERMOORD 4.6.1943 SOBIBOR                                     | Kolperstraat 8 Kaart (OSM)                                           | Michel Meijer van Blijdenstijn (1926-1943)                                                                |
|            | HIER WOONDE GEERTRUIDA VAN BLIJDENSTIJN- SIMONS GEB. 1899 VERMOORD 4.6.1943 SOBIBOR                                | Kolperstraat 8 Kaart (OSM)                                           | Geertruida van Blijdenstijn-Simons (1899-1943)                                                            |
|            | HIER WOONDE SAMUEL BLOCH GEB. 1881 VERMOORD 6.9.1944 AUSCHWITZ                                                     | De Bossche Pad 80 Kaart (OSM)                                        | Samuel Bloch (1881-1944)                                                                                  |
|            | HIER WOONDE BERTHA BLOCH- GOLDSCHMIDT GEB. 1886 VERMOORD 6.9.1944 AUSCHWITZ                                        | De Bossche Pad 80 Kaart (OSM)                                        | Bertha Bloch-Goldschmidt (1886-1944)                                                                      |
|            | HIER WOONDE SAMUEL MEIJER BLOM GEB. 1905 VERMOORD 2.4.1943 SOBIBOR                                                 | Snellestraat 52 Kaart (OSM)                                          | Samuel Meijer Blom (1905-1943)                                                                            |
|            | HIER WOONDE EMANUËL BOERS GEB. 1877 VERMOORD 19.11.1943 AUSCHWITZ                                                  | Van der Does de Willeboissingel 46 Kaart (OSM)                       | Emanuël Boers (1877-1943)                                                                                 |
|            | HIER WOONDE GERSON BUSNAC GEB. 1876 VERMOORD 14.5.1943 SOBIBOR                                                     | Westwal 16 Kaart (OSM)                                               | Gerson Busnac (1876-1943)                                                                                 |
|            | HIER WOONDE SIENTJE BUSNAC- WERTHEIM GEB. 1891 VERMOORD 14.5.1943 SOBIBOR                                          | Westwal 16 Kaart (OSM)                                               | Sientje Busnac-Wertheim (1891-1943)                                                                       |
|            | HIER WOONDE BERNARD ARIE COHEN GEB. 1937 VERMOORD 11.2.1944 AUSCHWITZ                                              | Van Noremborghstraat 94 Kaart (OSM)                                  | Bernard Arie Cohen (1937-1944)                                                                            |
|            | HIER WOONDE ARTHUR ISRAËL COOPMAN GEB. 1896 VERMOORD 9.7.1943 SOBIBOR                                              | Silenenstraat 15 Kaart (OSM)                                         | Arthur Israël Coopman (1896-1943)                                                                         |
|            | HIER WOONDE CHARLES COOPMAN GEB. 1870 VERMOORD 14.5.1943 SOBIBOR                                                   | Hennequinstraat 34 Kaart (OSM)                                       | Charles Coopman (1870-1943)                                                                               |
|            | HIER WOONDE HENRY COOPMAN GEB. 1923 VERMOORD 31.3.1944 AUSCHWITZ                                                   | Silenenstraat 15 Kaart (OSM)                                         | Henry Coopman (1923-1944)                                                                                 |
|            | HIER WOONDE JOSEPHINA COOPMAN GEB. 1901 VERMOORD 11.6.1943 SOBIBOR                                                 | Hennequinstraat 34 Kaart (OSM)                                       | Josephina Coopman (1901-1943)                                                                             |
|            | HIER WOONDE LOUISE LISELOTTE COOPMAN GEB. 1929 VERMOORD 11.6.1943 SOBIBOR                                          | Silenenstraat 15 Kaart (OSM)                                         | Louise Liselotte Coopman (1929-1943)                                                                      |
|            | HIER WOONDE FANNY COOPMAN- EISENMANN GEB. 1862 VERMOORD 14.5.1943 SOBIBOR                                          | Hennequinstraat 34 Kaart (OSM)                                       | Fanny Coopman-Eisenmann (1862-1943)                                                                       |
|            | HIER WOONDE ZERLINA COOPMAN-KREUTZER GEB. 1897 VERMOORD 11.6.1943 SOBIBOR                                          | Silenenstraat 15 Kaart (OSM)                                         | Zerlina Coopman-Kreutzer (1897-1943)                                                                      |
|            | HIER WOONDE ERICH LEOPOLD DESSAUER GEB. 1892 VERMOORD 23.7.1943 SOBIBOR                                            | Koningsweg 49 Kaart (OSM)                                            | Erich Leopold Dessauer (1892-1943)                                                                        |
|            | HIER WOONDE HELGA DESSAUER GEB. 1930 VERMOORD 23.7.1943 SOBIBOR                                                    | Koningsweg 49 Kaart (OSM)                                            | Helga Dessauer (1930-1943)                                                                                |
|            | HIER WOONDE ROLF DIETER DESSAUER GEB. 1927 VERMOORD 23.7.1943 SOBIBOR                                              | Koningsweg 49 Kaart (OSM)                                            | Rolf Dieter Dessauer (1927-1943)                                                                          |
|            | HIER WOONDE ALICE DESSAUER- NEUWAHL GEB. 1902 VERMOORD 23.7.1943 SOBIBOR                                           | Koningsweg 49 Kaart (OSM)                                            | Alice Dessauer-Neuwahl (1902-1943)                                                                        |
|            | HIER WOONDE BENJAMIN VAN DIJK GEB. 1883 VERMOORD 3.9.1942 AUSCHWITZ                                                | Waterstraat 21 Kaart (OSM)                                           | Benjamin van Dijk (1883-1942)                                                                             |
|            | HIER WOONDE ELISABETH VAN DIJK GEB. 1886 VERMOORD 1.9.1942 AUSCHWITZ                                               | Waterstraat 21 Kaart (OSM)                                           | Elisabeth van Dijk (1886-1942)                                                                            |
|            | HIER WOONDE ISAAC VAN DIJK GEB. 1885 VERMOORD 17.6.1943 WESTERBORK                                                 | Van der Does de Willeboissingel 45 Kaart (OSM)                       | Isaac van Dijk (1885-1943)                                                                                |
|            | HIER WOONDE JANA VAN DIJK GEB. 1888 VERMOORD 3.9.1942 AUSCHWITZ                                                    | Waterstraat 21 Kaart (OSM)                                           | Jana van Dijk (1888-1942)                                                                                 |
|            | HIER WOONDE JONAS VAN DIJK GEB. 1890 VERMOORD 3.9.1942 AUSCHWITZ                                                   | Waterstraat 21 Kaart (OSM)                                           | Jonas van Dijk (1890-1942)                                                                                |
|            | HIER WOONDE ESTER VAN DIJK- COHEN GEB. 1893 VERMOORD 11.6.1943 SOBIBOR                                             | Van der Does de Willeboissingel 45 Kaart (OSM)                       | Ester van Dijk-Cohen (1893-1943)                                                                          |
|            | HIER WOONDE OLGA EGGER-HAAS GEB. 1863 VERMOORD 14.5.1943 SOBIBOR                                                   | Van der Does de Willeboissingel 31 Kaart (OSM)                       | Olga Egger-Haas (1863-1943)                                                                               |
|            | HIER WOONDE DAVID ELIAS GEB. 1871 VERMOORD 16.4.1943 SOBIBOR                                                       | Verwersstraat 28 Kaart (OSM)                                         | David Elias (1871-1943)                                                                                   |
|            | HIER WOONDE LOUISA ELIAS GEB. 1913 VERMOORD 11.6.1943 SOBIBOR                                                      | Verwersstraat 28 Kaart (OSM)                                         | Louisa Elias (1913-1943)                                                                                  |
|            | HIER WOONDE THERESIA ELIAS-LEVOR GEB. 1869 VERMOORD 16.4.1943 SOBIBOR                                              | Verwersstraat 28 Kaart (OSM)                                         | Theresia Elias-Levor (1869-1943)                                                                          |
|            | HIER WOONDE HENRI FRANK GEB. 1878 VERMOORD 14.5.1943 SOBIBOR                                                       | Kalverstraat 46 Kaart (OSM)                                          | Henri Frank (1878-1943)                                                                                   |
|            | HIER WOONDE EUGEN FRANKENTHAL GEB. 1894 VERMOORD 16.1.1945 BERGEN-BELSEN                                           | Kempenlandstraat 2 Kaart (OSM)                                       | Eugen Frankenthal (1894-1945)                                                                             |
|            | HIER WOONDE MAX FRANKENTHAL GEB. 1886 IN 'VERLOREN TREIN' OMGEKOMEN 13.4.1945 ÜLZEN                                | Kempenlandstraat 2 Kaart (OSM)                                       | Max Frankenthal (1886-1945)                                                                               |
|            | HIER WOONDE FALK JONAS GLASER GEB. 1884 VERMOORD 2.4.1943 SOBIBOR                                                  | Koninginnenlaan 23 Kaart (OSM)                                       | Falk Jonas Glaser (1884-1943)                                                                             |
|            | HIER WOONDE JOZINA GLASER-PHILIPS GEB. 1878 VERMOORD 2.4.1943 SOBIBOR                                              | Koninginnenlaan 23 Kaart (OSM)                                       | Jozina Glaser-Philips (1878-1943)                                                                         |
|            | HIER WOONDE RUDOLF WILHELM GOLDBERG GEB. 1914 UIT 'VERLOREN TREIN' BEVRIJD OMGEKOMEN 4.6.1945 TRÖBITZ              | Verwersstraat 24 Kaart (OSM)                                         | Rudolf Wilhelm Goldberg (1914-1945)                                                                       |
|            | HIER WOONDE ALEXANDER GOTLIEB GEB. 1894 VERMOORD 4.6.1943 SOBIBOR                                                  | Van der Does de Willeboissingel 26 Kaart (OSM)                       | Alexander Gotlieb (1894-1943)                                                                             |
|            | HIER WOONDE ANDRIES BERNHARD GOTLIEB GEB. 1928 VERMOORD 25.1.1943 AUSCHWITZ                                        | Van der Does de Willeboissingel 26 Kaart (OSM)                       | Andries Bernhard Gotlieb (1928-1943)                                                                      |
|            | HIER WOONDE BENJAMIN NICO GOTLIEB GEB. 1934 VERMOORD 4.6.1943 SOBIBOR                                              | Van der Does de Willeboissingel 26 Kaart (OSM)                       | Benjamin Nico Gotlieb (1934-1943)                                                                         |
|            | HIER WOONDE CARLA WILHELMINA GOTLIEB GEB. 1925 VERMOORD 9.7.1943 SOBIBOR                                           | Van der Does de Willeboissingel 26 Kaart (OSM)                       | Carla Wilhelmina Gotlieb (1925-1943)                                                                      |
|            | HIER WOONDE HENRI LOUIS GOTLIEB GEB. 1936 VERMOORD 4.6.1943 SOBIBOR                                                | Van der Does de Willeboissingel 26 Kaart (OSM)                       | Henri Louis Gotlieb (1936-1943)                                                                           |
|            | HIER WOONDE HENRIETTE SOPHIE GOTLIEB GEB. 1938 VERMOORD 4.6.1943 SOBIBOR                                           | Van der Does de Willeboissingel 26 Kaart (OSM)                       | Henriette Sophie Gotlieb (1938-1943)                                                                      |
|            | HIER WOONDE JACQUES GOTLIEB GEB. 1897 VERMOORD 5.5.1943 BOBREK-AUSCHWITZ                                           | Willem van Oranjelaan 26 Kaart (OSM)                                 | Jacques Gotlieb (1897-1943)                                                                               |
|            | HIER WOONDE DORA GOTLIEB- BAARS GEB. 1897 VERMOORD 4.6.1943 SOBIBOR                                                | Van der Does de Willeboissingel 26 Kaart (OSM)                       | Dora Gotlieb-Baars (1897-1943)                                                                            |
|            | HIER WOONDE ROOSJE HAAGENS GEB. 1876 VERMOORD 16.4.1943 SOBIBOR                                                    | Achter het Stadhuis 10 Kaart (OSM)                                   | Roosje Haagens (1876-1943)                                                                                |
|            | HIER WOONDE HADASSA HEERTJES GEB. 1923 VERMOORD 7.5.1943 SOBIBOR                                                   | Koningsweg 31 Kaart (OSM)                                            | Hadassa Heertjes (1923-1943)                                                                              |
|            | HIER WOONDE ABRAHAM LOUIS VAN DER HEIJDEN GEB. 1920 VERMOORD 19.2.1943 AUSCHWITZ                                   | Oranje Nassaulaan 4 Kaart (OSM)                                      | Abraham Louis van der Heijden (1920-1943)                                                                 |
|            | HIER WOONDE BETSY VAN DER HEIJDEN GEB. 1890 VERMOORD 16.4.1943 SOBIBOR                                             | Achter het Stadhuis 10 Kaart (OSM)                                   | Betsy van der Heijden (1890-1943)                                                                         |
|            | HIER WOONDE CAROLINA VAN DER HEIJDEN GEB. 1889 VERMOORD 14.5.1943 SOBIBOR                                          | Achter het Stadhuis 10 Kaart (OSM)                                   | Carolina van der Heijden (1889-1943)                                                                      |
|            | HIER WOONDE CATHARINA VAN DER HEIJDEN GEB. 1882 VERMOORD 14.5.1943 SOBIBOR                                         | Achter het Stadhuis 10 Kaart (OSM)                                   | Catharina van der Heijden (1882-1943)                                                                     |
|            | HIER WOONDE HARTOG SALOMON VAN DER HEIJDEN GEB. 1885 VERMOORD 27.8.1943 AUSCHWITZ                                  | Oranje Nassaulaan 4 Kaart (OSM)                                      | Hartog Salomon van der Heijden (1885-1943)                                                                |
|            | HIER WOONDE HENDRINA LOUISE VAN DER HEIJDEN GEB. 1926 VERMOORD 3.9.1943 AUSCHWITZ                                  | Oranje Nassaulaan 4 Kaart (OSM)                                      | Hendrina Louise van der Heijden (1926-1943)                                                               |
|            | HIER WOONDE ISAAK MACHIEL VAN DER HEIJDEN GEB. 1897 VERMOORD 31.1.1944 OOST-EUROPA                                 | Van der Does de Willeboissingel 28 Kaart (OSM)                       | Isaak Machiel van der Heijden (1897-1944)                                                                 |
|            | HIER WOONDE JOHANNA VAN DER HEIJDEN GEB. 1880 VERMOORD 14.5.1943 SOBIBOR                                           | Achter het Stadhuis 10 Kaart (OSM)                                   | Johanna van der Heijden (1880-1943)                                                                       |
|            | HIER WOONDE JOHANNA HENDRINA VAN DER HEIJDEN GEB. 1922 VERMOORD 3.9.1943 AUSCHWITZ                                 | Oranje Nassaulaan 4 Kaart (OSM)                                      | Johanna Hendrina van der Heijden (1922-1943)                                                              |
|            | HIER WOONDE SARA VAN DER HEIJDEN GEB. 1884 VERMOORD 14.5.1943 SOBIBOR                                              | Achter het Stadhuis 10 Kaart (OSM)                                   | Sara van der Heijden (1884-1943)                                                                          |
|            | HIER WOONDE SARA HENDRINA VAN DER HEIJDEN GEB. 1933 VERMOORD 26.10.1942 AUSCHWITZ                                  | Van der Does de Willeboissingel 28 Kaart (OSM)                       | Sara Hendrina van der Heijden (1933-1942)                                                                 |
|            | HIER WOONDE HENRIETTE VAN DER HEIJDEN- DE BOERS GEB. 1906 VERMOORD 26.10.1942 AUSCHWITZ                            | Van der Does de Willeboissingel 28 Kaart (OSM)                       | Henriette van der Heijden-de Boers (1906-1942)                                                            |
|            | HIER WOONDE HENRIETTE VAN DER HEIJDEN -DE WINTER GEB. 1894 VERMOORD 27.8.1943 AUSCHWITZ                            | Oranje Nassaulaan 4 Kaart (OSM)                                      | Henriette van der Heijden-de Winter (1894-1943)                                                           |
|            | HIER WOONDE CATHARINA HEIJMANS GEB. 1929 VERMOORD 28.5.1943 SOBIBOR                                                | Van der Does de Willeboissingel 31 Kaart (OSM)                       | Catharina Heijmans (1929-1943)                                                                            |
|            | HIER WOONDE HEIJMAN KAREL HEIJMANS GEB. 1889 VERMOORD 28.5.1943 SOBIBOR                                            | Van der Does de Willeboissingel 31 Kaart (OSM)                       | Heijman Karel Heijmans (1889-1943)                                                                        |
|            | HIER WOONDE OLGA REBECCA HEIJMANS GEB. 1933 VERMOORD 28.5.1943 SOBIBOR                                             | Van der Does de Willeboissingel 31 Kaart (OSM)                       | Olga Rebecca Heijmans (1933-1943)                                                                         |
|            | HIER WOONDE ELISE HEIJMANS-EGGER GEB. 1898 VERMOORD 28.5.1943 SOBIBOR                                              | Van der Does de Willeboissingel 31 Kaart (OSM)                       | Elise Heijmans-Egger (1898-1943)                                                                          |
|            | HIER WOONDE SALOMON HIRSCHEL GEB. 1912 VERMOORD 30.4.1943 AUSCHWITZ                                                | Mgr. Prinssenstraat 49 Kaart (OSM)                                   | Salomon Hirschel (1912-1943)                                                                              |
|            | HIER WOONDE ISAAK HOFSTEDE GEB. 1866 VERMOORD 9.7.1943 SOBIBOR                                                     | Kruisstraat 21 Kaart (OSM)                                           | Isaak Hofstede (1866-1943)                                                                                |
|            | HIER WOONDE LEA KAATJE HOFSTEDE GEB. 1925 VERMOORD 9.7.1943 SOBIBOR                                                | Kruisstraat 21 Kaart (OSM)                                           | Lea Kaatje Hofstede (1925-1943)                                                                           |
|            | HIER WOONDE LEVIE HOFSTEDE GEB. 1928 VERMOORD 9.7.1943 SOBIBOR                                                     | Kruisstraat 21 Kaart (OSM)                                           | Levie Hofstede (1928-1943)                                                                                |
|            | HIER WOONDE SARA HOFSTEDE GEB. 1924 VERMOORD 30.9.1942 AUSCHWITZ                                                   | Kruisstraat 21 Kaart (OSM)                                           | Sara Hofstede (1924-1942)                                                                                 |
|            | HIER WOONDE JULIUS JACOB GEB. 1908 VERMOORD 2.7.1943 SOBIBOR                                                       | Kruisstraat 27 Kaart (OSM)                                           | Julius Jacob (1908-1943)                                                                                  |
|            | HIER WOONDE HANNA JACOB- BOUMAN GEB. 1896 VERMOORD 2.7.1943 SOBIBOR                                                | Kruisstraat 27 Kaart (OSM)                                           | Hanna Jacob-Bouman (1896-1943)                                                                            |
|            | HIER WOONDE ROSE JAKOBS GEB. 1925 OMGEKOMEN 2.10.1944 BERG EN DAL                                                  | Moliusstraat 20 Kaart (OSM)                                          | Rose Jakobs (1925-1944)                                                                                   |
|            | HIER WOONDE EVA JESAIJES GEB. 1924 VERMOORD 24.9.1943 AUSCHWITZ                                                    | Burgemeester Loeffplein, voorheen Lange Tolbrugstraat 40 Kaart (OSM) | Eva Jesaijes (1924-1943)                                                                                  |
|            | HIER WOONDE GERRIT JESAIJES GEB. 1941 VERMOORD 24.9.1943 AUSCHWITZ                                                 | Burgemeester Loeffplein, voorheen Lange Tolbrugstraat 40 Kaart (OSM) | Gerrit Jesaijes (1941-1943)                                                                               |
|            | HIER WOONDE HERMAN JESAIJES GEB. 1918 VERMOORD 30.11.1943 DOROHUCZA                                                | Burgemeester Loeffplein, voorheen Lange Tolbrugstraat 40 Kaart (OSM) | Herman Jesaijes (1918-1943)                                                                               |
|            | HIER WOONDE MOZES JESAIJES GEB. 1891 VERMOORD 24.9.1943 AUSCHWITZ                                                  | Burgemeester Loeffplein, voorheen Lange Tolbrugstraat 40 Kaart (OSM) | Mozes Jesaijes (1891-1943)                                                                                |
|            | HIER WOONDE HELENA JESAIJES-DE WINTER GEB. 1896 VERMOORD 24.9.1943 AUSCHWITZ                                       | Burgemeester Loeffplein, voorheen Lange Tolbrugstraat 40 Kaart (OSM) | Helena Jesaijes-de Winter (1896-1943)                                                                     |
|            | HIER WOONDE ALFRED JACQUES KALF GEB. 1929 GEDEPORTEERD 1943 UIT WESTERBORK VERMOORD 30.4.1943 SOBIBOR              | Minderbroederstraat 32 Kaart (OSM)                                   | Alfred Jacques Kalf (1929-1943)                                                                           |
|            | HIER WOONDE IDA BERNADINA KALF GEB. 1927 GEDEPORTEERD 1943 UIT WESTERBORK VERMOORD 30.4.1943 SOBIBOR               | Minderbroederstraat 32 Kaart (OSM)                                   | Ida Bernadina Kalf (1927-1943)                                                                            |
|            | HIER WOONDE LION KALF GEB. 1897 GEDEPORTEERD 1943 UIT WESTERBORK VERMOORD 30.4.1943 SOBIBOR                        | Minderbroederstraat 32 Kaart (OSM)                                   | Lion Kalf (1897-1943)                                                                                     |
|            | HIER WOONDE ANDRIES KOPPENS GEB. 1893 VERMOORD 31.1.1944 AUSCHWITZ                                                 | Luijbenstraat 24 Kaart (OSM)                                         | Andries Koppens (1893-1944)                                                                               |
|            | HIER WOONDE MILLY KOPPENS GEB. 1923 VERMOORD 31.1.1944 AUSCHWITZ                                                   | Luijbenstraat 24 Kaart (OSM)                                         | Milly Koppens (1923-1944)                                                                                 |
|            | HIER WOONDE MARIA KOPPENS- VAN LEEUWEN GEB. 1899 VERMOORD 31.1.1944 AUSCHWITZ                                      | Luijbenstraat 24 Kaart (OSM)                                         | Maria Koppens-van Leeuwen (1899-1944)                                                                     |
|            | HIER WOONDE MICHEL KOSTER GEB. 1922 VERMOORD 31.3.1944 MIDDEN-EUROPA                                               | Westwal 16 Kaart (OSM)                                               | Michel Koster (1922-1944)                                                                                 |
|            | HIER WOONDE ISAAC VAN LEEUWEN GEB. 1865 VERMOORD 2.7.1943 SOBIBOR                                                  | Van der Does de Willeboissingel 35 Kaart (OSM)                       | Isaac van Leeuwen (1865-1943)                                                                             |
|            | HIER WOONDE SIEN VAN LEEUWEN -VAN OS GEB. 1877 VERMOORD 2.7.1943 SOBIBOR                                           | Van der Does de Willeboissingel 35 Kaart (OSM)                       | Sien van Leeuwen-van Os (1877-1943)                                                                       |
|            | HIER WOONDE ELFRIDE ROSETTA LEVANO GEB. 1926 VERMOORD 7.9.1942 AUSCHWITZ                                           | Verwersstraat 24 Kaart (OSM)                                         | Elfride Rosetta Levano (1926-1942)                                                                        |
|            | HIER WOONDE HERMAN DE LEVIE GEB. 1890 VERMOORD 2.11.1942 AUSCHWITZ                                                 | Citadellaan 59 Kaart (OSM)                                           | Herman de Levie (1890-1942)                                                                               |
|            | HIER WOONDE LOUIS DE LEVIE GEB. 1918 VERMOORD 31.3.1944 MIDDEN-EUROPA                                              | Citadellaan 59 Kaart (OSM)                                           | Louis de Levie (1918-1944)                                                                                |
|            | HIER WOONDE HELENA DE LEVIE-JOSEPHS GEB. 1893 VERMOORD 2.11.1942 AUSCHWITZ                                         | Citadellaan 59 Kaart (OSM)                                           | Helena de Levie-Josephs (1893-1942)                                                                       |
|            | HIER WOONDE ALEX LEVIN GEB. 1901 VERMOORD 18.1.1943 AUSCHWITZ                                                      | Citadellaan 59 Kaart (OSM)                                           | Alex Levin (1901-1943)                                                                                    |
|            | HIER WOONDE DAN LEVY LEVIN GEB. 1934 VERMOORD 18.1.1943 AUSCHWITZ                                                  | Citadellaan 59 Kaart (OSM)                                           | Dan Levy Levin (1934-1943)                                                                                |
|            | HIER WOONDE DEBORA LEVIN-KALVARISKY GEB. 1900 VERMOORD 18.1.1943 AUSCHWITZ                                         | Citadellaan 59 Kaart (OSM)                                           | Debora Levin-Kalvarisky (1900-1943)                                                                       |
|            | HIER WOONDE HERMAN ISIDOR DE LIEME GEB. 1905 OPPERVOORZANGER 1929-1943 VERMOORD 31.5.1944 AUSCHWITZ                | Prins Bernhardstraat 2 Kaart (OSM)                                   | Herman Isidor de Lieme (1905-1944)                                                                        |
|            | HIER WOONDE BETTY DE LIEME- POLAK GEB. 1909 VERMOORD 28.1.1944 AUSCHWITZ                                           | Prins Bernhardstraat 2 Kaart (OSM)                                   | Betty de Lieme-Polak (1909-1944)                                                                          |
|            | HIER WOONDE IZAK LIEVENDAG GEB. 1901 GEDEPORTEERD 1942 UIT KAMP AMERSFOORT VERMOORD 16.11.1942 MAUTHAUSEN          | Boterweg 34 Kaart (OSM)                                              | Izak Lievendag (1901-1942)                                                                                |
|            | HIER WOONDE MAX HENRI LIEVENDAG GEB. 1940 GEDEPORTEERD 1943 UIT WESTERBORK VERMOORD 26.2.1943 AUSCHWITZ            | Boterweg 34 Kaart (OSM)                                              | Max Henri Lievendag (1940-1943)                                                                           |
|            | HIER WOONDE SOPHIA LIEVENDAG- ZEEHANDELAAR GEB. 1914 GEDEPORTEERD 1943 UIT WESTERBORK VERMOORD 26.2.1943 AUSCHWITZ | Boterweg 34 Kaart (OSM)                                              | Sophia Lievendag-Zeehandelaar (1914-1943)                                                                 |
|            | HIER WOONDE MOZES LISSAUR GEB. 1887 VERMOORD 19.2.1943 AUSCHWITZ                                                   | Busschieterstraat 42, voorheen 72 Kaart (OSM)                        | Mozes Lissaur (1887-1943)                                                                                 |
|            | HIER WOONDE CHRISTINA LISSAUR- VAN MAARSEN GEB. 1886 VERMOORD 14.5.1943 SOBIBOR                                    | Busschieterstraat 42, voorheen 72 Kaart (OSM)                        | Christina Lissaur-van Maarsen (1886-1943)                                                                 |
|            | HIER WOONDE GÜNTHER MANSBACH GEB. 1936 VERMOORD 3.9.1942 AUSCHWITZ                                                 | Kalverstraat 46 Kaart (OSM)                                          | Günther Mansbach (1936-1942)                                                                              |
|            | HIER WOONDE HANS-JÜRGEN MANSBACH GEB. 1931 VERMOORD 3.9.1942 AUSCHWITZ                                             | Kalverstraat 46 Kaart (OSM)                                          | Hans-Jürgen Mansbach (1931-1942)                                                                          |
|            | HIER WOONDE LUDWIG MANSBACH GEB. 1896 VERMOORD 31.3.1944 MIDDEN-EUROPA                                             | Kalverstraat 46 Kaart (OSM)                                          | Ludwig Mansbach (1896-1944)                                                                               |
|            | HIER WOONDE OTTILIE MANSBACH GEB. 1929 VERMOORD 3.9.1942 AUSCHWITZ                                                 | Kalverstraat 46 Kaart (OSM)                                          | Ottilie Mansbach (1929-1942)                                                                              |
|            | HIER WOONDE HERTA MANSBACH-LEVIE GEB. 1907 VERMOORD 3.9.1942 AUSCHWITZ                                             | Kalverstraat 46 Kaart (OSM)                                          | Herta Mansbach-Levie (1907-1942)                                                                          |
|            | HIER WOONDE JUDITH VAN MAARSEN GEB. 1879 VERMOORD 23.4.1943 SOBIBOR                                                | Sint-Josephstraat 1 Kaart (OSM)                                      | Judith van Maarsen (1879-1943)                                                                            |
|            | HIER WOONDE HEIJMAN SALOMON MENCO GEB. 1925 VERMOORD 24.9.1943 AUSCHWITZ                                           | Werfpad 1 Kaart (OSM)                                                | Heijman Salomon Menco (1925-1943)                                                                         |
|            | HIER WOONDE MAURITS MENCO GEB. 1889 VERMOORD 24.9.1943 AUSCHWITZ                                                   | Werfpad 1 Kaart (OSM)                                                | Maurits Menco (1889-1943)                                                                                 |
|            | HIER WOONDE THÉRÈSE MENCO GEB. 1927 VERMOORD 24.9.1943 AUSCHWITZ                                                   | Werfpad 1 Kaart (OSM)                                                | Thérèse Menco (1927-1943)                                                                                 |
|            | HIER WOONDE ESTHER MENCO-HARTOG GEB. 1889 VERMOORD 24.9.1943 AUSCHWITZ                                             | Werfpad 1 Kaart (OSM)                                                | Esther Menco-Hartog (1889-1943)                                                                           |
|            | HIER WOONDE SALOMON MONNICKENDAM GEB. 1887 VERMOORD 27.8.1943 AUSCHWITZ                                            | Enckevoirtstraat 26 Kaart (OSM)                                      | Salomon Monnickendam (1887-1943)                                                                          |
|            | HIER WOONDE ADOLF MOHR GEB. 1872 VERMOORD 30.10.1944 AUSCHWITZ                                                     | Kasterenwal, voorheen Tweede Kasterenstraat 1 Kaart (OSM)            | Adolf Mohr (1872-1944)                                                                                    |
|            | HIER WOONDE GABRIELE MOHR- KAUFMANN GEB. 1886 VERMOORD 30.10.1944 AUSCHWITZ                                        | Kasterenwal, voorheen Tweede Kasterenstraat 1 Kaart (OSM)            | Gabriele Mohr-Kaufmann (1886-1944)                                                                        |
|            | HIER WOONDE HENDRIKA MONNICKENDAM- BROUWER GEB. 1893 VERMOORD 27.8.1943 AUSCHWITZ                                  | Enckevoirtstraat 26 Kaart (OSM)                                      | Hendrika Monnickendam-Brouwer (1893-1943)                                                                 |
|            | HIER WOONDE ARTHUR NEUHAUS GEB. 1901 GEDEPORTEERD 1943 UIT WESTERBORK VERMOORD 5.3.1943 SOBIBOR                    | Ophoviuslaan 126 Kaart (OSM)                                         | Arthur Neuhaus (1901-1943)                                                                                |
|            | HIER WOONDE ARTHUR NEUHAUS GEB. 1905 GEDEPORTEERD 1943 UIT WESTERBORK VERMOORD 5.3.1943 SOBIBOR                    | Ophoviuslaan 126 Kaart (OSM)                                         | Martha Neuhaus-Davids (1905-1943)                                                                         |
|            | HIER WOONDE MATHILDE NEUWAHL- MOSHEIM GEB. 1874 VERMOORD 5.10.1942 AUSCHWITZ                                       | Koningsweg 49 Kaart (OSM)                                            | Mathilde Neuwahl-Mosheim (1874-1942)                                                                      |
|            | HIER WOONDE NATHAN NORDHÄUSER GEB. 1880 VERMOORD 30.4.1943 SOBIBOR                                                 | Molenstraat 3 Kaart (OSM)                                            | Nathan Nordhäuser (1880-1943)                                                                             |
|            | HIER WOONDE ALIDA ELISABETH NORT GEB. 1934 VERMOORD 3.9.1942 AUSCHWITZ                                             | Maastrichtseweg 46 Kaart (OSM)                                       | Alida Elisabeth Nort (1934-1942)                                                                          |
|            | HIER WOONDE CLARA ANNA NORT GEB. 1936 VERMOORD 3.9.1942 AUSCHWITZ                                                  | Maastrichtseweg 46 Kaart (OSM)                                       | Clara Anna Nort (1936-1942)                                                                               |
|            | HIER WOONDE ELISABETH BETSY NORT GEB. 1939 VERMOORD 3.9.1942 AUSCHWITZ                                             | Maastrichtseweg 46 Kaart (OSM)                                       | Elisabeth Betsy Nort (1939-1942)                                                                          |
|            | HIER WOONDE MEIJER SALOMON NORT GEB. 1908 VERMOORD 31.3.1944 MIDDEN-EUROPA                                         | Maastrichtseweg 46 Kaart (OSM)                                       | Meijer Salomon Nort (1908-1944)                                                                           |
|            | HIER WOONDE ANNA NORT-WERTHEIM GEB. 1913 VERMOORD 3.9.1942 AUSCHWITZ                                               | Maastrichtseweg 46 Kaart (OSM)                                       | Anna Nort-Wertheim (1913-1942)                                                                            |
|            | HIER WOONDE EMANUEL OSSEDRIJVER GEB. 1869 VERMOORD 21.5.1943 SOBIBOR                                               | Koninginnenlaan 25 Kaart (OSM)                                       | Emanuel Ossedrijver (1869-1943)                                                                           |
|            | HIER WOONDE ROSETTA OSSEDRIJVER GEB. 1901 GEDEPORTEERD 1942 UIT WESTERBORK VERMOORD 19.10.1942 AUSCHWITZ           | Minderbroederstraat 32 Kaart (OSM)                                   | Rosetta Ossedrijver (1901-1942)                                                                           |
|            | HIER WOONDE SOFIA OSSEDRIJVER-FRANK GEB. 1868 VERMOORD 21.5.1943 SOBIBOR                                           | Koninginnenlaan 25 Kaart (OSM)                                       | Sophia Ossedrijver-Frank (1868-1943)                                                                      |
|            | HIER WOONDE IRENE PLUG-BLASS GEB. 1904 VERMOORD 3.9.1943 AUSCHWITZ                                                 | Buitenhaven 6 Kaart (OSM)                                            | Irene Plug-Blass (1904-1943)                                                                              |
|            | HIER WOONDE FELIX POLAK GEB. 1906 VERMOORD 9.7.1943 SOBIBOR                                                        | Enckevoirtstraat 12 Kaart (OSM)                                      | Felix Polak (1906-1943)                                                                                   |
|            | HIER WOONDE JOHAN ERIC POLAK GEB. 1935 VERMOORD 2.7.1943 SOBIBOR                                                   | Enckevoirtstraat 12 Kaart (OSM)                                      | Johan Eric Polak (1935-1943)                                                                              |
|            | HIER WOONDE MARCEL POLAK GEB. 1939 VERMOORD 2.7.1943 SOBIBOR                                                       | Enckevoirtstraat 12 Kaart (OSM)                                      | Marcel Polak (1939-1943)                                                                                  |
|            | HIER WOONDE GERTRUD JOHANNA POLAK-DE JONGE GEB. 1910 VERMOORD 2.7.1943 SOBIBOR                                     | Enckevoirtstraat 12 Kaart (OSM)                                      | Gertrud Johanna Polak-de Jonge (1910-1943)                                                                |
|            | HIER WOONDE GODSCHALK DE RAAIJ GEB. 1898 VERMOORD 31.3.1944 MIDDEN-EUROPA                                          | Koningsweg 52 Kaart (OSM)                                            | Godschalk de Raaij (1898-1944)                                                                            |
|            | HIER WOONDE LUDWIG ISRAËL ROSENTHAL GEB. 1905 VERMOORD 16.7.1943 SOBIBOR                                           | Koningsweg 52 Kaart (OSM)                                            | Ludwig Israël Rosenthal (1905-1943)                                                                       |
|            | HIER WOONDE JUDA RUBENS GEB. 1928 VERMOORD 9.11.1942 AUSCHWITZ                                                     | Ackersdijkstraat 9 Kaart (OSM)                                       | Juda Rubens (1928-1942)                                                                                   |
|            | HIER WOONDE LENA RUBENS GEB. 1919 VERMOORD 9.11.1942 AUSCHWITZ                                                     | Ackersdijkstraat 9 Kaart (OSM)                                       | Lena Rubens (1919-1942)                                                                                   |
|            | HIER WOONDE LEVIJ RUBENS GEB. 1888 VERMOORD 9.11.1942 AUSCHWITZ                                                    | Ackersdijkstraat 9 Kaart (OSM)                                       | Levij Rubens (1888-1942)                                                                                  |
|            | HIER WOONDE REBEKKA RUBENS-DEN AREND GEB. 1892 VERMOORD 9.11.1942 AUSCHWITZ                                        | Ackersdijkstraat 9 Kaart (OSM)                                       | Rebekka Rubens-den Arend (1892-1942)                                                                      |
|            | HIER WOONDE ERNST MARCUS SALOMON GEB. 1920 VERMOORD 31.3.1944 MIDDEN-EUROPA                                        | Boschdijkstraat 23 Kaart (OSM)                                       | Ernst Marcus Salomon (1920-1944)                                                                          |
|            | HIER WOONDE REGINA SANDERS-VAN DIJK GEB. 1879 VERMOORD 14.5.1943 SOBIBOR                                           | Sint Jorisstraat 12 Kaart (OSM)                                      | Regina Sanders-van Dijk (1879-1943)                                                                       |
|            | HIER WOONDE BERTA SCHNEIDER-HAHN GEB. 1872 VERMOORD 16.4.1943 SOBIBOR                                              | Achter het Stadhuis 10 Kaart (OSM)                                   | Berta Schneider-Hahn (1872-1943)                                                                          |
|            | HIER WOONDE ELSE SCHOMERUS- HEITNER GEB. 1896 VERMOORD 3.9.1942 AUSCHWITZ                                          | Kasterenwal, voorheen Eerste Kasterenstraat Kaart (OSM)              | Else Schomerus-Heitner (1896-1942)                                                                        |
|            | HIER WOONDE LINA SEEWALD- MEIJER GEB. 1883 VERMOORD 3.9.1942 AUSCHWITZ                                             | Vughterstraat 54 Kaart (OSM)                                         | Lina Seewald-Meijer (1883-1942)                                                                           |
|            | HIER WOONDE ROOSJE SEIJFFERS GEB. 1883 VERMOORD 14.5.1943 SOBIBOR                                                  | Vughterstraat 9 Kaart (OSM)                                          | Roosje Seijffers (1883-1943)                                                                              |
|            | HIER WOONDE SARA SEIJFFERS GEB. 1876 VERMOORD 14.5.1943 SOBIBOR                                                    | Vughterstraat 9 Kaart (OSM)                                          | Sara Seijffers (1876-1943)                                                                                |
|            | HIER WOONDE ADELHEID VAN DER SLUIS GEB. 1932 VERMOORD 11.6.1943 SOBIBOR                                            | Koningsweg 67 Kaart (OSM)                                            | Adelheid van der Sluis (1932-1943)                                                                        |
|            | HIER WOONDE ADELHEID VAN DER SLUIS GEB. 1943 VERMOORD 16.7.1943 SOBIBOR                                            | Koningsweg 67 Kaart (OSM)                                            | Adelheid van der Sluis (1943-1943)                                                                        |
|            | HIER WOONDE ARON VAN DER SLUIS GEB. 1887 VERMOORD 22.10.1943 AUSCHWITZ                                             | Koningsweg 67 Kaart (OSM)                                            | Aron van der Sluis (1887-1943)                                                                            |
|            | HIER WOONDE BENJAMIN VAN DER SLUIS GEB. 1894 GEDEPORTEERD 1942 UIT WESTERBORK VERMOORD 31.3.1944 MIDDEN EUROPA     | Minderbroederstraat 32 Kaart (OSM)                                   | Benjamin van der Sluis (1894-1944)                                                                        |
|            | HIER WOONDE BERNARD ELIAS VAN DER SLUIS GEB. 1914 VERMOORD 16.7.1943 SOBIBOR                                       | Koningsweg 67 Kaart (OSM)                                            | Bernard Elias van der Sluis (1914-1943)                                                                   |
|            | HIER WOONDE ELIAS VAN DER SLUIS GEB. 1927 GEDEPORTEERD 1942 UIT WESTERBORK VERMOORD 19.10.1942 AUSCHWITZ           | Minderbroederstraat 32 Kaart (OSM)                                   | Elias van der Sluis (1927-1942)                                                                           |
|            | HIER WOONDE EMANUEL VAN DER SLUIS GEB. 1928 VERMOORD 11.6.1943 SOBIBOR                                             | Van der Does de Willeboissingel 46 Kaart (OSM)                       | Emanuel van der Sluis (1928-1943)                                                                         |
|            | HIER WOONDE EMILE VAN DER SLUIS GEB. 1927 GEDEPORTEERD 1942 UIT WESTERBORK VERMOORD 19.10.1942 AUSCHWITZ           | Minderbroederstraat 32 Kaart (OSM)                                   | Emile van der Sluis (1927-1942)                                                                           |
|            | HIER WOONDE IZAAK VAN DER SLUIS GEB. 1892 VERMOORD 28.5.1943 SOBIBOR                                               | Van Noremborghstraat 20 Kaart (OSM)                                  | Izaak van der Sluis (1892-1943)                                                                           |
|            | HIER WOONDE KAREL VAN DER SLUIS GEB. 1922 VERMOORD 9.7.1943 SOBIBOR                                                | Van Noremborghstraat 20 Kaart (OSM)                                  | Karel van der Sluis (1922-1943)                                                                           |
|            | HIER WOONDE LEO VAN DER SLUIS GEB. 1896 VERMOORD 31.3.1944 POLEN                                                   | Van der Does de Willeboissingel 46 Kaart (OSM)                       | Leo van der Sluis (1896-1944)                                                                             |
|            | HIER WOONDE SARA CATHARINA VAN DER SLUIS GEB. 1929 VERMOORD 28.5.1943 SOBIBOR                                      | Van Noremborghstraat 20 Kaart (OSM)                                  | Sara Catharina van der Sluis (1929-1943)                                                                  |
|            | HIER WOONDE WILHELMINA VAN DER SLUIS GEB. 1931 VERMOORD 11.6.1943 SOBIBOR                                          | Van der Does de Willeboissingel 46 Kaart (OSM)                       | Wilhelmina van der Sluis (1931-1943)                                                                      |
|            | HIER WOONDE BERTHA VAN DER SLUIS- BOERS GEB. 1901 VERMOORD 11.6.1943 SOBIBOR                                       | Van der Does de Willeboissingel 46 Kaart (OSM)                       | Bertha van der Sluis-Boers (1901-1943)                                                                    |
|            | HIER WOONDE REBECCA VAN DER SLUIS- HEIJMANS GEB. 1894 VERMOORD 28.5.1943 SOBIBOR                                   | Van Noremborghstraat 20 Kaart (OSM)                                  | Rebecca van der Sluis-Heijmans (1894-1943)                                                                |
|            | HIER WOONDE ZEFFI VAN DER SLUIS- NORDHÄUSER GEB. 1889 VERMOORD 11.6.1943 SOBIBOR                                   | Koningsweg 67 Kaart (OSM)                                            | Zeffi van der Sluis-Nordhäuser (1889-1943)                                                                |
|            | HIER WOONDE SIBILLA VAN DER SLUIS -TOKKIE GEB. 1917 VERMOORD 16.7.1943 SOBIBOR                                     | Koningsweg 67 Kaart (OSM)                                            | Sibilla van der Sluis-Tokkie (1917-1943)                                                                  |
|            | HIER WOONDE AÄRON MAX SPIERO GEB. 1919 VERMOORD 28.2.1945 MIDDEN-EUROPA                                            | Verwersstraat 60 Kaart (OSM)                                         | Aäron Max Spiero (1919-1945)                                                                              |
|            | HIER WOONDE BLOEMINE SPIERO-SALOMONS GEB. 1918 VERMOORD 28.2.1945 MIDDEN-EUROPA                                    | Verwersstraat 60 Kaart (OSM)                                         | Bloemine Spiero-Salomons (1918-1945)                                                                      |
|            | HIER WOONDE BERTA STERN GEB. 1910 VERMOORD 11.2.1944 AUSCHWITZ                                                     | Van Noremborghstraat 32 Kaart (OSM)                                  | Berta Stern (1910-1944)                                                                                   |
|            | HIER WOONDE FRITZ DAVID STERN GEB. 1899 VERMOORD 30.4.1943 SOBIBOR                                                 | Koningsweg 49 Kaart (OSM)                                            | Fritz David Stern (1899-1943)                                                                             |
|            | HIER WOONDE HEDWIG STERN GEB. 1895 VERMOORD 3.9.1942 AUSCHWITZ                                                     | Koningsweg 49 Kaart (OSM)                                            | Hedwig Stern (1895-1942)                                                                                  |
|            | HIER WOONDE LEOPOLD STERN GEB. 1928 VERMOORD 30.4.1943 SOBIBOR                                                     | Koningsweg 49 Kaart (OSM)                                            | Leopold Stern (1928-1943)                                                                                 |
|            | HIER WOONDE MEIJER STERN GEB. 1912 VERMOORD 2.7.1943 SOBIBOR                                                       | Ackersdijkstraat 2 Kaart (OSM)                                       | Meijer Stern (1912-1943)                                                                                  |
|            | HIER WOONDE ENGELINA STERN-VELLEMAN GEB. 1910 VERMOORD 2.7.1943 SOBIBOR                                            | Ackersdijkstraat 2 Kaart (OSM)                                       | Engelina Stern-Velleman (1910-1943)                                                                       |
|            | HIER WOONDE PAULA STERN-WOLF GEB. 1901 VERMOORD 30.4.1943 SOBIBOR                                                  | Koningsweg 49 Kaart (OSM)                                            | Paula Stern-Wolf (1901-1943)                                                                              |
|            | HIER WOONDE ISAAK STERNFELD GEB. 1892 VERMOORD 31.1.1943 AUSCHWITZ                                                 | Bethaniestraat 19 Kaart (OSM)                                        | Isaak Sternfeld (1892-1943)                                                                               |
|            | HIER WOONDE JOHANNA STERNFELD GEB. 1929 VERMOORD 12.10.1942 AUSCHWITZ                                              | Bethaniestraat 19 Kaart (OSM)                                        | Johanna Sternfeld (1929-1942)                                                                             |
|            | HIER WOONDE CHARLOTTE STERNFELD- VAN DEN BERG GEB. 1901 VERMOORD 12.10.1942 AUSCHWITZ                              | Bethaniestraat 19 Kaart (OSM)                                        | Charlotte Sternfeld-van den Berg (1901-1942)                                                              |
|            | HIER WOONDE ABRAHAM HARTOG VAN STRATEN GEB. 1865 VERMOORD 13.3.1943 SOBIBOR                                        | Havenstraat 11a, voorheen Grobbendonckstraat 15 Kaart (OSM)          | Abraham Hartog van Straten (1865-1943)                                                                    |
|            | HIER WOONDE ELISABETH VAN STRATEN GEB. 1928 VERMOORD 19.10.1942 AUSCHWITZ                                          | Emmaplein 22 Kaart (OSM)                                             | Elisabeth van Straten (1928-1942)                                                                         |
|            | HIER WOONDE HARTOG VAN STRATEN GEB. 1926 VERMOORD 19.10.1942 AUSCHWITZ                                             | Emmaplein 22 Kaart (OSM)                                             | Hartog van Straten (1926-1942)                                                                            |
|            | HIER WOONDE MOZES VAN STRATEN GEB. 1898 VERMOORD 31.12.1943 AUSCHWITZ                                              | Emmaplein 22 Kaart (OSM)                                             | Mozes van Straten (1898-1943)                                                                             |
|            | HIER WOONDE CATHARINA VAN STRATEN- ZWANGENBERGH GEB. 1896 VERMOORD 19.10.1942 AUSCHWITZ                            | Emmaplein 22 Kaart (OSM)                                             | Catharina van Straten-van Zwanenbergh (1896-1942)                                                         |
|            | HIER WOONDE EMIL THALMANN GEB. 1892 VERMOORD 30.10.1944 AUSCHWITZ                                                  | Bethaniestraat 19 Kaart (OSM)                                        | Emil Thalmann (1892-1944) Zie ook de Stolperstein voor Emil Thalmann in Veere                             |
|            | HIER WOONDE MARTHA THALMANN- WOLFSHEIMER GEB. 1896 VERMOORD 30.10.1944 AUSCHWITZ                                   | Bethaniestraat 19 Kaart (OSM)                                        | Martha Thalmann-Wolfsheimer (1896-1944) Zie ook de Stolperstein voor Martha Thalmann-Wolfsheimer in Veere |
|            | HIER WOONDE HARTOG MOZES TROMPETTER GEB. 1868 VERMOORD 16.4.1943 SOBIBOR                                           | Vughterstraat 9 Kaart (OSM)                                          | Hartog Mozes Trompetter (1868-1943)                                                                       |
|            | HIER WERD GEBOREN 13.11.1943 IVOR ARNOLD TROOSTWIJK VERMOORD 28.1.1944 AUSCHWITZ                                   | Sint Jorisstraat 121 Kaart (OSM)                                     | Ivor Arnold Troostwijk (1943-1944)                                                                        |
|            | HIER WOONDE BAREND TURKSMA GEB. 1911 VERMOORD 15.3.1945 DACHAU                                                     | Orthenseweg 77 Kaart (OSM)                                           | Barend Turksma (1911-1945)                                                                                |
|            | HIER WOONDE ABRAHAM LEVIE VELLEMAN GEB. 1937 VERMOORD 16.7.1943 SOBIBOR                                            | Tweede Korenstraatje 14 Kaart (OSM)                                  | Abraham Levie Velleman (1937-1943)                                                                        |
|            | HIER WOONDE CATO VELLEMAN GEB. 1934 VERMOORD 16.7.1943 SOBIBOR                                                     | Tweede Korenstraatje 14 Kaart (OSM)                                  | Cato Velleman (1934-1943)                                                                                 |
|            | HIER WOONDE LEVIE VELLEMAN GEB. 1909 VERMOORD 9.7.1942 MAUTHAUSEN                                                  | Tweede Korenstraatje 14 Kaart (OSM)                                  | Levie Velleman (1909-1942)                                                                                |
|            | HIER WOONDE HARTOG VELLEMAN GEB. 1904 VERMOORD 30.3.1945 LANGENSTEIN                                               | Sint Janssingel 2 Kaart (OSM)                                        | Hartog Velleman (1904-1945)                                                                               |
|            | HIER WOONDE WOLF VELLEMAN GEB. 1940 VERMOORD 16.7.1943 SOBIBOR                                                     | Tweede Korenstraatje 14 Kaart (OSM)                                  | Wolf Velleman (1940-1943)                                                                                 |
|            | HIER WOONDE BETSY VELLEMAN-WERTHEIM GEB. 1915 VERMOORD 16.7.1943 SOBIBOR                                           | Tweede Korenstraatje 14 Kaart (OSM)                                  | Betsy Velleman-Wertheim (1915-1943)                                                                       |
|            | HIER WOONDE SALOMON MEIJER WATERMAN GEB. 1940 VERMOORD 15.10.1942 AUSCHWITZ                                        | Korenbrugstraat 3 Kaart (OSM)                                        | Salomon Meijer Waterman (1940-1942)                                                                       |
|            | HIER WOONDE SAMUEL WATERMAN GEB. 1902 VERMOORD 28.2.1943 AUSCHWITZ                                                 | Korenbrugstraat 3 Kaart (OSM)                                        | Samuel Waterman (1902-1943)                                                                               |
|            | HIER WOONDE SOPHIA WATERMAN GEB. 1941 VERMOORD 15.10.1942 AUSCHWITZ                                                | Korenbrugstraat 3 Kaart (OSM)                                        | Sophia Waterman (1941-1942)                                                                               |
|            | HIER WOONDE ELISABETH WATERMAN-NORT GEB. 1909 VERMOORD 15.10.1942 AUSCHWITZ                                        | Korenbrugstraat 3 Kaart (OSM)                                        | Elisabeth Waterman-Nort (1909-1942)                                                                       |
|            | HIER WOONDE SARA WEELEN- LOPES CARDOZO GEB. 1887 VERMOORD 19.8.1942 AUSCHWITZ                                      | Boschdijkstraat 25 Kaart (OSM)                                       | Sara Weelen-Lopes Cardozo (1887-1942)                                                                     |
|            | HIER WOONDE FRITS MICHEL WEIJL GEB. 1910 VERMOORD 28.8.1942 AUSCHWITZ                                              | Verwersstraat 60 Kaart (OSM)                                         | Frits Michel Weijl (1910-1942)                                                                            |
|            | HIER WOONDE FRITZ WEIJL GEB. 1887 UIT 'VERLOREN TREIN' BEVRIJD OMGEKOMEN 25.5.1945 TRÖBITZ                         | Jan de la Barlaan 17 Kaart (OSM)                                     | Fritz Weijl (1887-1945)                                                                                   |
|            | HIER WOONDE WILHELMINA SOPHIA WEIJL-SPIERO GEB. 1909 VERMOORD 26.9.1942 AUSCHWITZ                                  | Verwersstraat 60 Kaart (OSM)                                         | Wilhelmina Sophia Weijl-Spiero (1909-1942)                                                                |
|            | HIER WOONDE WOLF WERTHEIM GEB. 1875 VERMOORD 16.4.1943 SOBIBOR                                                     | Tweede Korenstraatje 14 Kaart (OSM)                                  | Wolf Wertheim (1875-1943)                                                                                 |
|            | HIER WOONDE CLARA WERTHEIM- VAN KLEEF GEB. 1881 VERMOORD 16.4.1943 SOBIBOR                                         | Tweede Korenstraatje 14 Kaart (OSM)                                  | Clara Wertheim-van Kleef (1881-1943)                                                                      |
|            | HIER WOONDE ADOLF WESSELY GEB. 1873 VERMOORD 23.7.1943 SOBIBOR                                                     | Koningsweg 61 Kaart (OSM)                                            | Adolf Wessely (1873-1943)                                                                                 |
|            | HIER WOONDE JULIE WESSELY GEB. 1906 VERMOORD 31.1.1944 AUSCHWITZ                                                   | Koningsweg 61 Kaart (OSM)                                            | Julie Wessely (1906-1944)                                                                                 |
|            | HIER WOONDE RACHEL DE WILDE GEB. 1900 GEDEPORTEERD 1943 UIT WESTERBORK VERMOORD 30.4.1943 SOBIBOR                  | Minderbroederstraat 32 Kaart (OSM)                                   | Rachel de Wilde (1900-1943)                                                                               |
|            | HIER WOONDE ELIAS DE WINTER GEB. 1888 VERMOORD 9.11.1942 AUSCHWITZ                                                 | Havenstraat 4 Kaart (OSM)                                            | Elias de Winter (1888-1942)                                                                               |
|            | HIER WOONDE ELIAS DE WINTER GEB. 1926 VERMOORD 31.3.1944 MIDDEN-EUROPA                                             | Havenstraat 4 Kaart (OSM)                                            | Elias de Winter (1926-1944)                                                                               |
|            | HIER WOONDE EVA DE WINTER GEB. 1890 VERMOORD 9.7.1943 SOBIBOR                                                      | Van der Does de Willeboissingel 2 Kaart (OSM)                        | Eva de Winter (1890-1943)                                                                                 |
|            | HIER WOONDE HARTOG PHILIP DE WINTER GEB. 1937 VERMOORD 28.5.1943 SOBIBOR                                           | Burgemeester Loeffplein, voorheen Korte Tolbrugstraat 45 Kaart (OSM) | Hartog Philip de Winter (1937-1943)                                                                       |
|            | HIER WOONDE HERMAN DE WINTER GEB. 1932 VERMOORD 28.5.1943 SOBIBOR                                                  | Burgemeester Loeffplein, voorheen Korte Tolbrugstraat 45 Kaart (OSM) | Herman de Winter (1932-1943)                                                                              |
|            | HIER WOONDE ISIDOR ELIAS DE WINTER GEB. 1922 VERMOORD 3.8.1943 AUSCHWITZ                                           | Havenstraat 4 Kaart (OSM)                                            | Isidor Elias de Winter (1922-1943)                                                                        |
|            | HIER WOONDE LEENDERT DE WINTER GEB. 1894 VERMOORD 28.5.1943 SOBIBOR                                                | Burgemeester Loeffplein, voorheen Korte Tolbrugstraat 45 Kaart (OSM) | Leendert de Winter (1894-1943)                                                                            |
|            | HIER WOONDE MOZES DE WINTER GEB. 1921 VERMOORD 30.11.1943 AUSCHWITZ                                                | Burgemeester Loeffplein, voorheen Korte Tolbrugstraat 45 Kaart (OSM) | Mozes de Winter (1921-1943)                                                                               |
|            | HIER WOONDE ROSA EVA DE WINTER GEB. 1923 VERMOORD 9.11.1942 AUSCHWITZ                                              | Havenstraat 4 Kaart (OSM)                                            | Rosa Eva de Winter (1923-1942)                                                                            |
|            | HIER WOONDE SARA DE WINTER GEB. 1928 VERMOORD 28.5.1943 SOBIBOR                                                    | Burgemeester Loeffplein, voorheen Korte Tolbrugstraat 45 Kaart (OSM) | Sara de Winter (1928-1943)                                                                                |
|            | HIER WOONDE BABETTA DE WINTER- VAN DER SLUIS GEB. 1916 VERMOORD 22.10.1943 AUSCHWITZ                               | Koningsweg 67 Kaart (OSM)                                            | Babetta de Winter-van der Sluis (1916-1943)                                                               |
|            | HIER WOONDE ESTHER DE WINTER- VAN DER SLUIS GEB. 1886 VERMOORD 9.11.1942 AUSCHWITZ                                 | Havenstraat 4 Kaart (OSM)                                            | Esther de Winter-van der Sluis (1886-1942)                                                                |
|            | HIER WOONDE ESTHER DE WINTER-ZELDENRUST GEB. 1894 VERMOORD 28.5.1943 SOBIBOR                                       | Burgemeester Loeffplein, voorheen Korte Tolbrugstraat 45 Kaart (OSM) | Esther de Winter-Zeldenrust (1894-1943)                                                                   |
|            | HIER WOONDE PAUL WOLFEN GEB. 1892 VERMOORD 3.10.1944 AUSCHWITZ                                                     | Kasterenwal, voorheen Eerste Kasterenstraat Kaart (OSM)              | Paul Wolfen (1892-1944)                                                                                   |
|            | HIER WOONDE GOMPERT WOLFF GEB. 1898 VERMOORD 15.1.1944 AUSCHWITZ                                                   | Verwersstraat 69 Kaart (OSM)                                         | Gompert Wolff (1898-1944)                                                                                 |
|            | HIER WOONDE HULDA MIE WOLFF GEB. 1934 VERMOORD 12.10.1942 AUSCHWITZ                                                | Verwersstraat 22 - 24 Kaart (OSM)                                    | Hulda Mie Wolff (1934-1942)                                                                               |
|            | HIER WOONDE JACOB WOLFF GEB. 1861 VERMOORD 16.4.1943 SOBIBOR                                                       | Verwersstraat 69 Kaart (OSM)                                         | Jacob Wolff (1861-1943)                                                                                   |
|            | HIER WOONDE JACOB WOLFF GEB. 1889 VERMOORD 12.10.1942 AUSCHWITZ                                                    | Verwersstraat 22 - 24 Kaart (OSM)                                    | Jacob Wolff (1889-1942)                                                                                   |
|            | HIER WOONDE SIMON DAAN WOLFF GEB. 1928 VERMOORD 12.10.1942 AUSCHWITZ                                               | Verwersstraat 22 - 24 Kaart (OSM)                                    | Simon Daan Wolff (1928-1942)                                                                              |
|            | HIER WOONDE MARTHA WOLFF-APTROOT GEB. 1900 VERMOORD 12.10.1942 AUSCHWITZ                                           | Verwersstraat 22 - 24 Kaart (OSM)                                    | Martha Wolff-Aptroot (1900-1942)                                                                          |
|            | HIER WOONDE SOPHIA WOLFF-VAN DER VEEN GEB. 1904 VERMOORD 19.10.1942 AUSCHWITZ                                      | Verwersstraat 69 Kaart (OSM)                                         | Sophia Wolff-van der Veen (1904-1942)                                                                     |
|            | HIER WOONDE DINA ZEEHANDELAAR- NOACH GEB. 1887 GEDEPORTEERD 1943 UIT WESTERBORK VERMOORD 21.5.1943 SOBIBOR         | Boterweg 34 Kaart (OSM)                                              | Dina Zeehandelaar-Noach (1887-1943)                                                                       |
|            | HIER WOONDE REBECCA ZELDENRUST-EIJSMAN GEB. 1868 VERMOORD 21.5.1943 SOBIBOR                                        | Burgemeester Loeffplein, voorheen Korte Tolbrugstraat 38 Kaart (OSM) | Rebecca Zeldenrust-Eijsman (1868-1943)                                                                    |
|            | HIER WOONDE HANS ZILVERBERG GEB. 1940 GEDEPORTEERD 1942 UIT WESTERBORK VERMOORD 8.10.1942 AUSCHWITZ                | Boterweg 28 Kaart (OSM)                                              | Hans Zilverberg (1940-1942)                                                                               |
|            | HIER WOONDE SIMON ZILVERBERG GEB. 1911 GEDEPORTEERD 1942 UIT WESTERBORK VERMOORD 31.1.1943 AUSCHWITZ               | Boterweg 28 Kaart (OSM)                                              | Simon Zilverberg (1911-1943)                                                                              |
|            | HIER WOONDE LENA ZILVERBERG- DE VRIES GEB. 1912 GEDEPORTEERD 1942 UIT WESTERBORK VERMOORD 12.10.1942 AUSCHWITZ     | Boterweg 28 Kaart (OSM)                                              | Lena Zilverberg-de Vries (1912-1942)                                                                      |
|            | HIER WOONDE MAX ADOLF ZONDERVAN GEB. 1922 VERMOORD 24.9.1943 AUSCHWITZ                                             | Van Noremborghstraat 32 Kaart (OSM)                                  | Max Adolf Zondervan (1922-1943)                                                                           |
|            | HIER WOONDE JOSEPH VAN ZUIDEN GEB. 1885 VERMOORD 22.10.1942 AUSCHWITZ                                              | Vughterstraat 9 Kaart (OSM)                                          | Joseph van Zuiden (1885-1942)                                                                             |

### Rosmalen
In Rosmalen liggen drie Stolpersteine op een adres.
| Afbeelding | Inscriptie                                                             | Adres                      | Herdachte persoon                 |
| ---------- | ---------------------------------------------------------------------- | -------------------------- | --------------------------------- |
|            | HIER WOONDE ABRAHAM ENSEL GEB. 1884 VERMOORD 11.6.1943 SOBIBOR         | Graafsebaan 33 Kaart (OSM) | Abraham Ensel (1884-1943)         |
|            | HIER WOONDE CHRISTINA MARIA ENSEL GEB. 1932 VERMOORD 11.6.1943 SOBIBOR | Graafsebaan 33 Kaart (OSM) | Christina Maria Ensel (1932-1943) |
|            | HIER WOONDE MARIA ENSEL-ENSEL GEB. 1886 VERMOORD 11.6.1943 SOBIBOR     | Graafsebaan 33 Kaart (OSM) | Maria Ensel-Ensel (1886-1943)     |

## Data van plaatsingen
- 28 augustus 2012: 's-Hertogenbosch, twee stenen aan Prins Bernhardstraat 2
- 4 mei 2014: 's-Hertogenbosch, zeven stenen aan Boterweg 28 en 34
- 4 mei 2016: 's-Hertogenbosch, acht stenen aan Minderbroedersstraat 32
- 10 april 2018: 's-Hertogenbosch, een Stolperdrempel aan Van der Does de Willeboissingel 14
- 6 mei 2018: 's-Hertogenbosch, een steen aan Sint Jorisstraat 129
- 15 juni 2018: 's-Hertogenbosch, twee stenen aan Ophoviuslaan 126
- oktober 2020: 's-Hertogenbosch, 61 stenen
- mei 2021: 's-Hertogenbosch, 43 stenen
- mei 2022: 's-Hertogenbosch, 38 stenen
- 18 april 2023: 's-Hertogenbosch, 73 stenen op 28 adressen in de wijken Het Zand, De Muntel, Orthenpoort, De Vliert, Boschveld, Aawijk Zuid, de Binnenstad en Zuidoost

De laatste zeven Stolpersteine worden gelegd in 2024 op twee locaties waar dit door omstandigheden eerder niet mogelijk was: Prins Bernardstraat 10 en (voormalige) Lange Tolbrugstraat 52.